# Turó de Mbande

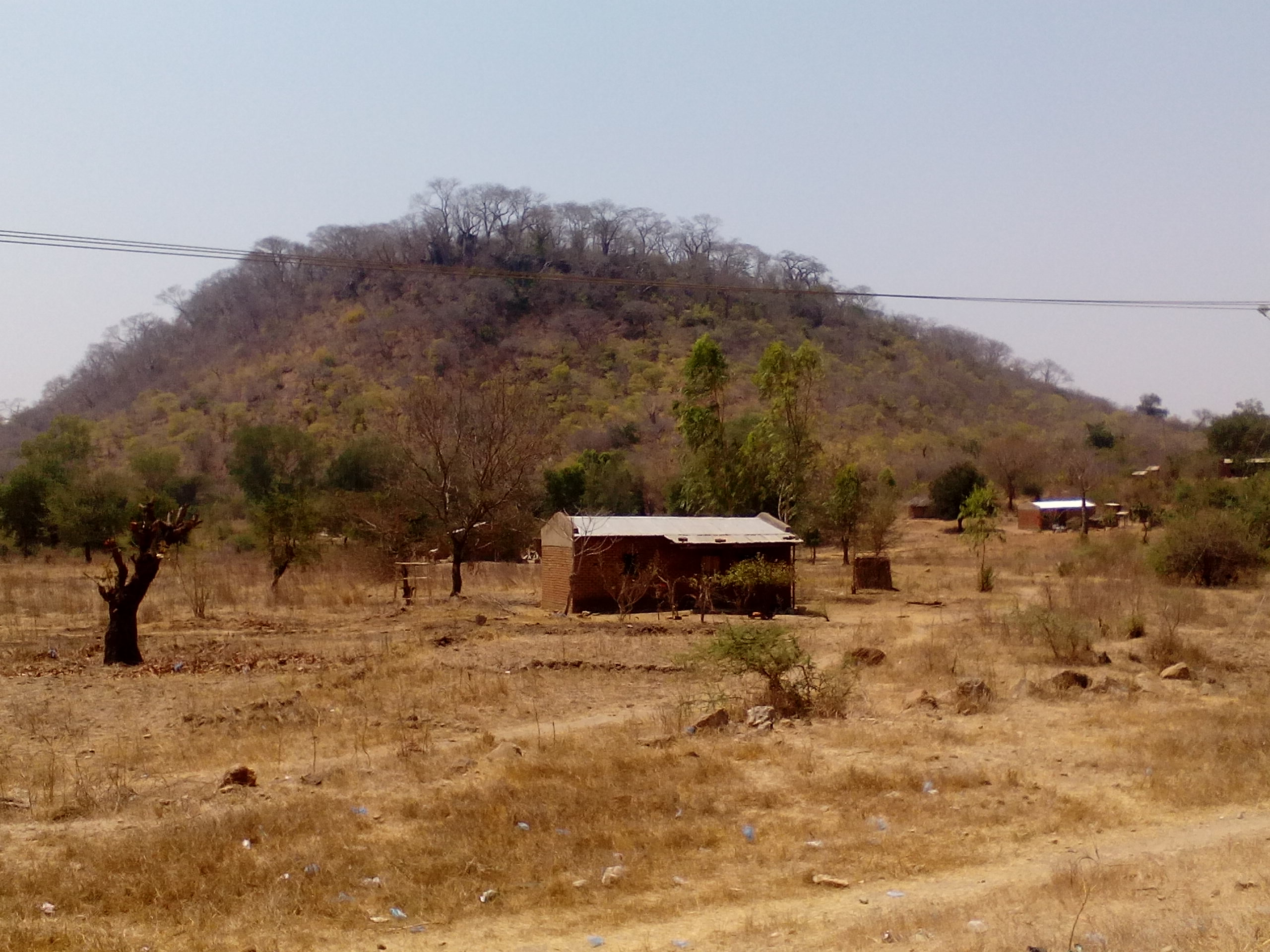
Turó de Mbande

El turó de Mbande és un jaciment arqueològic de Malawi, situat a l'extrem nord del llac Malawi, al districte de Karonga, al nord de Malawi. Ha estat identificat com la capital del regne Ngonde, on els Kyungu van governar. Les troballes de ceràmica suggereixen que va ser ocupat entre el segle XIV i el segle XIX. Se sospita que el regne tenia vincles amb les xarxes de comerç marítim de la costa est d'Àfrica. Un moviment de terra supervivent al turó de Mbande podria haver format part de les fortificacions.